# Reggenza di Barito Settentrionale
La reggenza di Barito Settentrionale (in indonesiano: Kabupaten Barito Utara) è una reggenza dell'Indonesia, situata nella provincia di Kalimantan Centrale.